# Epidendrum ibarrae
Epidendrum ibarrae är en orkidéart som beskrevs av Roberto González Tamayo. Epidendrum ibarrae ingår i släktet Epidendrum och familjen orkidéer. Inga underarter finns listade i Catalogue of Life.